# Донован Стюарт Коррелл
Донован Стюарт Коррелл (англ. Donovan Stewart Correll; 13 квітня 1908 — 28 березня 1983) — американський ботанік. Вивчав флору Північної Америки та Багамських островів. Також автор праць «Orchids of North America, North of Mexico» та «Orchids of Guatemala». Описав близько 500 біологічних таксонів.